# Mimosa townsendii
Mimosa townsendii är en ärtväxtart som beskrevs av Rupert Charles Barneby. Mimosa townsendii ingår i släktet mimosor, och familjen ärtväxter. Inga underarter finns listade i Catalogue of Life.